# George Seaton
George Seaton (South Bend, Indiana, 17 de abril de 1911-Beverly Hills, California, 28 de julio de 1979) fue un guionista, director y productor estadounidense. 
Seaton comenzó su carrera como actor de radio en Detroit, Míchigan y logró debutar en el cine con la película The Lone Ranger. Fue nominado al Óscar a la mejor dirección por La angustia de vivir (1954) y su mayor fama la consiguió como director y guionista de Milagro en la calle 34 (1947). Recibió el premio humanitario Jean Hersholt en 1961. Murió por un cáncer en su casa de Beverly Hills. Tiene una estrella en el Paseo de la Fama de Hollywood situada en el 1750 de Vine Street.

## Filmografía
Como director:
- Diamond Horseshoe (1945)
- La niña precoz (Junior Miss) (1945)
- Milagro en la calle 34 (Miracle on 34th Street) (1947), clásico navideño reversionado en varias ocasiones en cine y televisión que inmortalizó al gran actor secundario Edmund Gwenn, acompañado por Maureen O'Hara, John Payne y Natalie Wood.
- The Shocking Miss Pilgrim (1947)
- Apartment for Peggy (1948), comedia romántica protagonizada por William Holden, Jeanne Crain y Edmund Gwenn.
- Chicken Every Sunday (1948), una de las mejores comedias del célebre W. C. Fields.
- Sitiados (The Big Lift) (1950), sólido drama bélico que supuso uno de los primeros papeles importantes de Montgomery Clift tras Río rojo (1948, Howard Hawks) o La heredera (1949, William Wyler).
- ¿Se puede entrar? (For Heaven's Sake) (1950)
- Anything Can Happen (1952)
- El niño perdido (Little Boy Lost) (1953)
- La angustia de vivir (The Country Girl) (1954), melodrama de éxito por el que Grace Kelly logró el Óscar a la mejor actriz, y en el que estaba acompañada por Bing Crosby y William Holden.
- Los héroes también lloran (The Proud and Profane) (1956), melodrama bélico no muy memorable pero con un reparto de lujo encabezado por William Holden, Deborah Kerr y Thelma Ritter.
- Williamsburg: The Story of a Patriot (1956)
- Enseñame a querer (Teacher's Pet) (1958), comedia ligera con un maduro Clark Gable y Doris Day en los principales papeles.
- Su grata compañía (The Pleasure of His Company) (1961), una de sus comedias más conseguidas, con Fred Astaire.
- Espía por mandato (The Counterfeit Traitor) (1962), de nuevo con William Holden y Lilli Palmer.
- Silencio de muerte (The Hook) (1963)
- 36 horas (36 Hours) (1964), reconocida como un pequeño clásico del cine de suspense, con Rod Taylor, James Garner y Eva Marie Saint.
- Qué hermosa es la vida (What's So Bad About Feeling Good?) (1968)
- Aeropuerto (Airport) (1970), basada en el best seller de Arthur Hailey y primera de una serie de películas de catástrofes aéreas, en un subgénero que este film ayudó a inaugurar pese a algún precedente como The High and the Mighty (1954, William A. Wellman), con un reparto encabezado por Burt Lancaster, Dean Martin y Jean Seberg.
- Amigos hasta la muerte (Showdown) (1973), agradable western con Rock Hudson, Dean Martin y Susan Clark que fue su última película.

## Premios y distinciones
Premios Óscar
| Año  | Categoría                     | Película                 | Resultado |
| ---- | ----------------------------- | ------------------------ | --------- |
| 1944 | Mejor guion                   | La canción de Bernadette | Nominado  |
| 1948 | Óscar al mejor guion adaptado | Milagro en la calle 34   | Ganador   |
| 1955 | Óscar a la mejor dirección    | La angustia de vivir     | Nominado  |
| 1955 | Óscar al mejor guion adaptado | La angustia de vivir     | Ganador   |
| 1970 | Óscar al mejor guion adaptado | Aeropuerto               | Nominado  |